# Zakaria Abdullai
Zakaria Abdullai, född 10 oktober 1989, är en ghanansk före detta fotbollsspelare.

## Karriär
Abdullais moderklubb är Tudu Mighty Jets. Han började sin seniorkarriär i klubben och var under säsongen 2009/2010 utlånad till Sekondi Eleven Wise. I mars 2011 skrev han på för Gefle IF. Han spelade totalt 47 allsvenska matcher för klubben.
I juli 2014 skrev Abdullai på för Husqvarna FF. Han debuterade för Husqvarna den 19 juli 2014 i en 3–1 bortaförlust mot Varbergs BoIS. Efter säsongen 2016 lämnade Abdullai klubben.